# Wahka II.
Wahka II. war ein altägyptischer Beamter des Mittleren Reiches. Er war „Bürgermeister“ (ḥ3tj-ˁ) und „Priestervorsteher“ (jmj-r3-ḥmw-nṯr) in Qaw el-Kebir in der 12. Dynastie unter Amenemhet III. Wahka II. war der Sohn des „Bürgermeisters“ Nacht und einer gewissen Hetepui. Wahka II. war wahrscheinlich Nachfolger des Nacht. Seine Gemahlin hieß Kemu. Namentlich bekannt sind seine zwei Söhne Ibu und Senusretanch.
Wahka II. ist vor allem von seinem Grab in Qaw el-Kebir bekannt. Dabei handelt es sich um eines der größten privaten Gräber, das jemals in Ägypten errichtet wurde. Der Bau hatte einen Taltempel, einen Aufweg mit einem zweiten Taltempel auf halbem Weg und die Grabkapellen, die in den örtlichen Felsen hineingeschlagen waren. Die Grabkapellen bestanden aus mehreren Hallen, die teilweise mit Säulen geschmückt waren. Eine große Halle hatte eine reich mit Mustern geschmückte Decke. Die Malereien im Grab sind von besonderem Interesse. Sie zeigen Frauen bei Arbeiten, die normalerweise von Männern erledigt werden. Es finden sich Fruchtbarkeitsgottheiten und Tänzerinnen.
Eine Stele in Stockholm nennt ihn und den Namen von Amenemhet III. Wahka II. ist somit der letzte „Bürgermeister“ im Mittleren Reich mit einer monumentalen Grabanlage. An anderen Orten wurden diese nicht mehr nach der Regierungszeit von Sesostris III. errichtet. Von dem letzteren Herrscher wird meist angenommen, dass er die lokalen Fürsten entmachtet hat. Wahka II. scheint hier eine Ausnahme gewesen zu sein.